# Copa do Mundo FIFA de 2006 - Grupo G
O Grupo G da Copa do Mundo de 2006 foi formado por França, Suíça, Coreia do Sul e Togo.

## Classificação
| Pos | Equipe        | Pts | J | V | E | D | GP | GC | SG | Classificado      |
| --- | ------------- | --- | - | - | - | - | -- | -- | -- | ----------------- |
| 1   | Suíça         | 7   | 3 | 2 | 1 | 0 | 4  | 0  | +4 | Fase eliminatória |
| 2   | França        | 5   | 3 | 1 | 2 | 0 | 3  | 1  | +2 | Fase eliminatória |
| 3   | Coreia do Sul | 4   | 3 | 1 | 1 | 1 | 3  | 4  | −1 | Eliminado         |
| 4   | Togo          | 0   | 3 | 0 | 0 | 3 | 1  | 6  | −5 | Eliminado         |

## Coreia do Sul - Togo
| 13 de junho de 2006 | Coreia do Sul                        | 2 – 1       | Togo      | FIFA WM Stadion Frankfurt, Frankfurt              |
| 15:00               | Lee Chun-Soo 54' · Ahn Jung-Hwan 72' | (Relatório) | Kader 31' | Público: 48,000 Árbitro: Graham Poll (Inglaterra) |

| COREIA DO SUL: |    |                |     |     |
|                |    |                |     |     |
| GK             | 1  | Lee Woon-Jae   |     |     |
| CB             | 6  | Kim Jin-Kyu    |     | 45' |
| CB             | 2  | Kim Young-Chul | 41' |     |
| CB             | 4  | Choi Jin-Cheul |     |     |
| RM             | 22 | Song Chong-Gug |     |     |
| CM             | 17 | Lee Ho         |     |     |
| CM             | 13 | Lee Eul-Yong   |     | 68' |
| LM             | 12 | Lee Young-Pyo  |     |     |
| RF             | 14 | Lee Chun-Soo   | 51' |     |
| CF             | 19 | Cho Jae-Jin    |     | 83' |
| LF             | 7  | Park Ji-Sung   |     |     |
| Substitutos:   |    |                |     |     |
| FW             | 9  | Ahn Jung-Hwan  |     | 45' |
| MF             | 5  | Kim Nam-Il     |     | 68' |
| MF             | 18 | Kim Sang-Sik   |     | 83' |
| Treinador:     |    |                |     |     |
| Dick Advocaat  |    |                |     |     |

| TOGO:        |    |                     |                                   |     |
|              |    |                     |                                   |     |
| GK           | 16 | Kossi Agassa        |                                   |     |
| RB           | 5  | Massamasso Tchangaï | 90+2'                             |     |
| CB           | 3  | Jean-Paul Abalo     | Penalizado · Penalizado · Expulso |     |
| CB           | 2  | Daré Nibombé        |                                   |     |
| LB           | 19 | Ludovic Assemoassa  |                                   | 62' |
| RM           | 18 | Yao Junior Sènaya   |                                   | 55' |
| CM           | 15 | Alaixys Romao       | 24'                               |     |
| LM           | 7  | Moustapha Salifou   |                                   | 86' |
| AM           | 10 | Mamam Cherif Touré  |                                   |     |
| CF           | 17 | Mohamed Kader       |                                   |     |
| CF           | 4  | Emmanuel Adebayor   |                                   |     |
| Substitutos: |    |                     |                                   |     |
| DF           | 23 | Assimiou Touré      |                                   | 55' |
| FW           | 13 | Richmond Forson     |                                   | 62' |
| MF           | 6  | Yao Aziawonou       |                                   | 86' |
| Treinador:   |    |                     |                                   |     |
| Otto Pfister |    |                     |                                   |     |

| Man of the Match Ahn Jung-Hwan Assistentes Philip Sharp Glen Turner Quarto-árbitro: Jerome Damon Quinto-árbitro: Justice Yeboah |

## França - Suíça
| 13 de junho de 2006 | França | 0 – 0       | Suíça | Gottlieb-Daimler-Stadion, Estugarda               |
| 18:00               |        | (Relatório) |       | Público: 52,000 Árbitro: Valentin Ivanov (Rússia) |

| FRANÇA:          |    |                 |       |     |
|                  |    |                 |       |     |
| GK               | 16 | Fabien Barthez  |       |     |
| RB               | 19 | Willy Sagnol    | 90+3' |     |
| CB               | 15 | Lilian Thuram   |       |     |
| CB               | 5  | William Gallas  |       |     |
| LB               | 3  | Éric Abidal     | 64'   |     |
| DM               | 4  | Patrick Vieira  |       |     |
| DM               | 6  | Claude Makélélé |       |     |
| RW               | 22 | Franck Ribéry   |       | 70' |
| AM               | 10 | Zinédine Zidane | 72'   |     |
| LW               | 11 | Sylvain Wiltord |       | 84' |
| CF               | 12 | Thierry Henry   |       |     |
| Substitutos:     |    |                 |       |     |
| FW               | 14 | Louis Saha      |       | 70' |
| MF               | 8  | Vikash Dhorasoo |       | 84' |
| Treinador:       |    |                 |       |     |
| Raymond Domenech |    |                 |       |     |

| SUÍÇA:       |    |                     |       |     |
|              |    |                     |       |     |
| GK           | 1  | Pascal Zuberbühler  |       |     |
| RB           | 23 | Philipp Degen       | 56'   |     |
| CB           | 20 | Patrick Müller      |       | 75' |
| CB           | 4  | Philippe Senderos   |       |     |
| LB           | 3  | Ludovic Magnin      | 42'   |     |
| DM           | 6  | Johann Vogel        |       |     |
| RM           | 16 | Tranquillo Barnetta |       |     |
| LM           | 8  | Raphaël Wicky       |       | 82' |
| AM           | 7  | Ricardo Cabanas     | 72'   |     |
| CF           | 9  | Alexander Frei      | 90+3' |     |
| CF           | 11 | Marco Streller      | 45'   | 57' |
| Substitutos: |    |                     |       |     |
| FW           | 10 | Daniel Gygax        |       | 57' |
| DF           | 2  | Johan Djourou       |       | 75' |
| MF           | 5  | Xavier Margairaz    |       | 82' |
| Treinador:   |    |                     |       |     |
| Köbi Kuhn    |    |                     |       |     |

| Man of the Match Claude Makélélé Assistentes Nikolay Golubev Evgueni Volnin Quarto-árbitro: Kevin Stott Quinto-árbitro: Gregory Barkey |

## França - Coreia do Sul
| 18 de junho de 2006 | França   | 1 – 1       | Coreia do Sul    | Zentralstadion, Leipzig                                    |
| 21:00               | Henry 9' | (Relatório) | Park Ji-sung 81' | Público: 43,000 Árbitro: Benito Armando Archundia (México) |

| FRANÇA:          |    |                     |     |       |
|                  |    |                     |     |       |
| GK               | 16 | Fabien Barthez      |     |       |
| RB               | 19 | Willy Sagnol        |     |       |
| CB               | 15 | Lilian Thuram       |     |       |
| CB               | 5  | William Gallas      |     |       |
| LB               | 3  | Éric Abidal         | 79' |       |
| DM               | 4  | Patrick Vieira      |     |       |
| DM               | 6  | Claude Makélélé     |     |       |
| RW               | 7  | Florent Malouda     |     | 88'   |
| AM               | 10 | Zinédine Zidane (c) | 85' | 90+1' |
| LW               | 11 | Sylvain Wiltord     |     | 60'   |
| CF               | 12 | Thierry Henry       |     |       |
| Substitutos:     |    |                     |     |       |
| MF               | 22 | Franck Ribéry       |     | 60'   |
| MF               | 8  | Vikash Dhorasoo     |     | 88'   |
| FW               | 20 | David Trezeguet     |     | 90+1' |
| Treinador:       |    |                     |     |       |
| Raymond Domenech |    |                     |     |       |

| COREIA DO SUL: |    |                  |     |     |
|                |    |                  |     |     |
| GK             | 1  | Lee Woon-jae (c) |     |     |
| RB             | 12 | Lee Young-pyo    |     |     |
| CB             | 4  | Choi Jin-cheul   |     |     |
| CB             | 2  | Kim Young-chul   |     |     |
| LB             | 3  | Kim Dong-jin     | 29' |     |
| RM             | 5  | Kim Nam-il       |     |     |
| CM             | 13 | Lee Eul-yong     |     | 46' |
| LM             | 17 | Lee Ho           | 11' | 69' |
| AM             | 14 | Lee Chun-soo     |     | 72' |
| AM             | 7  | Park Ji-sung     |     |     |
| CF             | 19 | Cho Jae-jin      |     |     |
| Substitutos:   |    |                  |     |     |
| FW             | 11 | Seol Ki-hyeon    |     | 46' |
| DF             | 18 | Kim Sang-sik     |     | 69' |
| FW             | 9  | Ahn Jung-hwan    |     | 72' |
| Treinador:     |    |                  |     |     |
| Dick Advocaat  |    |                  |     |     |

| Man of the Match Park Ji-sung Assistentes José Ramírez Héctor Vergara Quarto-árbitro: Esam El Deen Abd El Fatah Quinto-árbitro: Mamadou Ndoye |

## Togo - Suíça
| 19 de Junho de 2006 | Togo | 0 – 2       | Suíça                   | FIFA WM Stadion Dortmund, Dortmund                  |
| 15:00               |      | (Relatório) | Frei 16' · Barnetta 88' | Público: 65,000 Árbitro: Carlos Amarilla (Paraguai) |

| TOGO:        |    |                         |     |     |
|              |    |                         |     |     |
| GK           | 16 | Kossi Agassa            |     |     |
| RB           | 5  | Massamasso Tchangai (c) |     |     |
| CB           | 2  | Daré Nibombé            |     |     |
| CB           | 13 | Richmond Forson         |     |     |
| LB           | 23 | Assimiou Touré          |     |     |
| DM           | 15 | Alaixys Romao           | 53' |     |
| RM           | 9  | Thomas Dossevi          |     | 69' |
| CM           | 10 | Mamam Cherif Touré      |     | 87' |
| LM           | 8  | Kuami Agboh             |     | 25' |
| CF           | 4  | Emmanuel Adebayor       | 47' |     |
| CF           | 17 | Mohamed Kader           |     |     |
| Substitutos: |    |                         |     |     |
| FW           | 7  | Moustapha Salifou       | 45' | 25' |
| FW           | 18 | Yao Junior Senaya       |     | 69' |
| FW           | 11 | Robert Malm             |     | 87' |
| Treinador:   |    |                         |     |     |
| Otto Pfister |    |                         |     |     |

| SUÍÇA:       |    |                     |       |     |
|              |    |                     |       |     |
| GK           | 1  | Pascal Zuberbühler  |       |     |
| RB           | 23 | Philipp Degen       |       |     |
| CB           | 20 | Patrick Müller      |       |     |
| CB           | 4  | Philippe Senderos   |       |     |
| LB           | 3  | Ludovic Magnin      |       |     |
| DM           | 6  | Johann Vogel (c)    | 90+2' |     |
| RM           | 16 | Tranquillo Barnetta |       |     |
| LM           | 8  | Raphaël Wicky       |       |     |
| AM           | 7  | Ricardo Cabanas     |       | 77' |
| CF           | 9  | Alexander Frei      |       | 87' |
| CF           | 10 | Daniel Gygax        |       | 46' |
| Substitutos: |    |                     |       |     |
| MF           | 22 | Hakan Yakın         |       | 46' |
| FW           | 11 | Marco Streller      |       | 77' |
| FW           | 18 | Mauro Lustrinelli   |       | 87' |
| Treinador:   |    |                     |       |     |
| Köbi Kuhn    |    |                     |       |     |

| Man of the Match Alexander Frei Assistentes Amelio Andino Manuel Bernal Quarto-árbitro: Mohamed Guezzaz Quinto-árbitro: Brahim Djezzar |

## Togo - França
| 23 de junho de 2006 | Togo | 0 – 2       | França                 | FIFA WM Stadion Köln, Colônia                      |
| 21:0                |      | (Relatório) | Vieira 55' · Henry 61' | Público: 45,000 Árbitro: Jorge Larrionda (Uruguai) |

| TOGO:        |    |                     |     |     |
|              |    |                     |     |     |
| GK           | 16 | Kossi Agassa        |     |     |
| RB           | 5  | Massamasso Tchangaï |     |     |
| CB           | 3  | Jean-Paul Abalo (c) |     |     |
| CB           | 2  | Daré Nibombé        |     |     |
| LB           | 13 | Richmond Forson     |     |     |
| DM           | 6  | Yao Aziawonou       | 38' |     |
| RM           | 18 | Yao Junior Sènaya   |     |     |
| CM           | 7  | Moustapha Salifou   | 88' |     |
| LM           | 10 | Mamam Cherif Touré  | 44' | 59' |
| CF           | 4  | Emmanuel Adebayor   |     | 75' |
| CF           | 17 | Mohamed Kader       |     |     |
| Substitutos: |    |                     |     |     |
| MF           | 14 | Adékambi Olufadé    |     | 59' |
| MF           | 9  | Thomas Dossevi      |     | 75' |
| Treinador:   |    |                     |     |     |
| Otto Pfister |    |                     |     |     |

| FRANÇA:          |    |                    |     |     |
|                  |    |                    |     |     |
| GK               | 16 | Fabien Barthez     |     |     |
| RB               | 19 | Willy Sagnol       |     |     |
| CB               | 15 | Lilian Thuram      |     |     |
| CB               | 5  | William Gallas     |     |     |
| LB               | 13 | Mikaël Silvestre   |     |     |
| DM               | 4  | Patrick Vieira (c) |     | 81' |
| DM               | 6  | Claude Makélélé    | 30' |     |
| RM               | 22 | Franck Ribéry      |     | 77' |
| LM               | 7  | Florent Malouda    |     | 74' |
| CF               | 20 | David Trezeguet    |     |     |
| CF               | 12 | Thierry Henry      |     |     |
| Substitutos:     |    |                    |     |     |
| FW               | 11 | Sylvain Wiltord    |     | 74' |
| FW               | 9  | Sidney Govou       |     | 77' |
| MF               | 18 | Alou Diarra        |     | 81' |
| Treinador:       |    |                    |     |     |
| Raymond Domenech |    |                    |     |     |

| Man of the Match Patrick Vieira Assistentes Wálter Rial Pablo Fandino Quarto-árbitro: Carlos Chandía Quinto-árbitro: Rodrigo González |

## Suíça - Coreia do Sul
| 23 de junho de 2006 | Suíça                   | 2 – 0       | Coreia do Sul | FIFA WM Stadion Hannover, Hanôver                     |
| 21:00               | Senderos 23' · Frei 77' | (Relatório) |               | Público: 43,000 Árbitro: Horacio Elizondo (Argentina) |

| SUÍÇA:       |    |                     |     |     |
|              |    |                     |     |     |
| GK           | 1  | Pascal Zuberbühler  |     |     |
| RB           | 23 | Philipp Degen       |     |     |
| CB           | 20 | Patrick Müller      |     |     |
| CB           | 4  | Philippe Senderos   | 43' | 53' |
| LB           | 17 | Christoph Spycher   | 82' |     |
| DM           | 6  | Johann Vogel (c)    |     |     |
| RM           | 16 | Tranquillo Barnetta |     |     |
| LM           | 8  | Raphaël Wicky       | 69' | 88' |
| AM           | 7  | Ricardo Cabanas     |     |     |
| SS           | 22 | Hakan Yakın         | 55' | 71' |
| CF           | 9  | Alexander Frei      |     |     |
| Substitutos: |    |                     |     |     |
| DF           | 2  | Johan Djourou       | 90' | 53' |
| MF           | 5  | Xavier Margairaz    |     | 71' |
| MF           | 19 | Valon Behrami       |     | 88' |
| Treinador:   |    |                     |     |     |
| Köbi Kuhn    |    |                     |     |     |

| COREIA DO SUL: |    |                  |     |     |
|                |    |                  |     |     |
| GK             | 1  | Lee Woon-Jae (c) |     |     |
| RB             | 12 | Lee Young-Pyo    |     | 63' |
| CB             | 4  | Choi Jin-Cheul   | 78' |     |
| CB             | 6  | Kim Jin-Kyu      | 37' |     |
| LB             | 3  | Kim Dong-Jin     |     |     |
| RM             | 17 | Lee Ho           |     |     |
| CM             | 5  | Kim Nam-Il       |     |     |
| LM             | 10 | Park Chu-Young   | 23' | 66' |
| AM             | 14 | Lee Chun-Soo     | 80' |     |
| AM             | 7  | Park Ji-Sung     |     |     |
| CF             | 19 | Cho Jae-Jin      |     |     |
| Substitutos:   |    |                  |     |     |
| FW             | 9  | Ahn Jung-Hwan    | 78' | 63' |
| FW             | 11 | Seol Ki-Hyeon    |     | 66' |
| Treinador:     |    |                  |     |     |
| Dick Advocaat  |    |                  |     |     |

| Man of the Match Alexander Frei Assistentes Darío García Rodolfo Otero Quarto-árbitro: Essam Abd El Fatah Quinto-árbitro: Dramane Danté |